# Soraya Tarzi

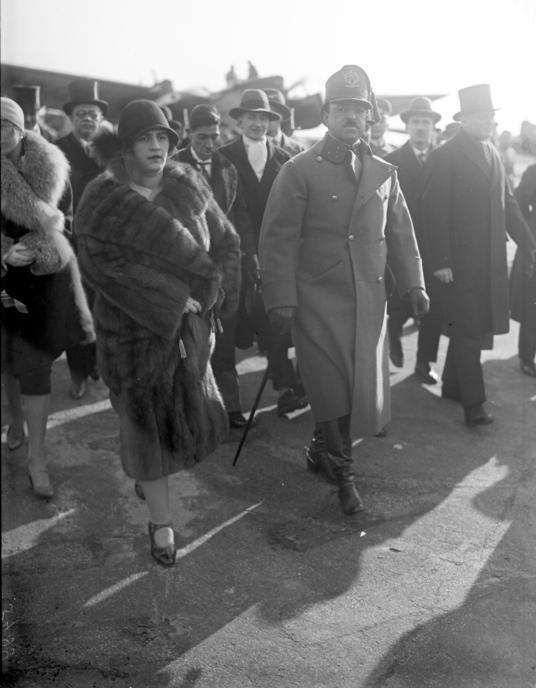
Afghanistans drottning Soraya Tarzi och kung Amanullah Khan i Berlin, 1928.

Soraya Tarzi pashto/persiska : ملکه ثريا), född 24 november 1899 i Damaskus, Syrien, död 20 april 1968 i Rom, Italien, var en drottning Afghanistan, gift med kung Amanullah Khan. Hon spelade en stor roll i Amanullah Khans modernisering, särskilt ifråga om kvinnors frigörelse, och är den enda drottning och kvinna som finns uppräknad på Afghanistans regentlista. Hon räknas som en av de första afghanska och muslimska feministerna, och var den första muslimska drottning i världen som spelade en offentlig roll utanför haremet. 

## Biografi
Soraya Tarzi föddes i Damaskus i Syrien som dotter till Sardar Mahmud Tarzi och Asma Rasmya. Fadern var medlem av den pashtunska Mohamedzai stammen, vilken var en gren av kungadynastin Barakzai. Hon fick en västinfluerad uppfostran under sin uppväxt i Syrien. 
Hon lärde känna Amanullah Khan vid det afghanska hovet, sedan hennes familj hade återvänt till Afghanistan. Soraya och Amanullah gifte sig 1913. Hon blev hans enda hustru, vilket var unikt i Afghanistan, där monarkerna normalt hade ett harem med flera hustrur och slavkonkubiner. 

### Drottning
År 1919 besteg Amanullah Khan tronen, först med titeln emir men från 1926 som kung, varpå hon fick titeln drottning, den första i Afghanistan med den titeln. Hennes make upplöste det kungliga haremet och frigav dess slavar. 
Amanullah Khan lanserade ett radikalt reformprogram för att modernisera Afghanistan. Där ingick en frigörelse av kvinnorna, och de kvinnliga medlemmarna av kungafamiljen, särskilt kungens hustru och systrar, fick rollen att agera föredömen genom att lämna haremet och delta i samhällslivet. För att bryta kvinnors isolation i haremslivet öppnade Soraya en teater för kvinnor i Paghman, som visserligen endast var öppen för kvinnor, men som gav dem möjlighet att lämna sina harem. 
Soraya blev den första drottningen i den muslimska världen som kom att leva ett offentligt liv utanför haremet och uppträda obeslöjad vid sin makes sida och delta i offentlig representation: detta hände varken i de övriga muslimska monarkierna, Egypten, Iran eller Irak lika tidigt som under 1920-talet. På kungens önskan visade sig Soraya vid hans sida under jakter, offentliga högtider, på resor och vid regeringssammanträden, något som aldrig förut hade hänt i ett muslimskt land. 
Soraya deltog i skrivandet av den nya afghanska konstitutionen vad gällde kvinnans rättigheter. Hon grundade 1920 landets första skola för flickor, och 1924 landets första sjukhus för kvinnor. År 1926 höll hon ett berömt tal, där hon försvarade kvinnors rätt till utbildning. Kungen sade: "Jag är er kung, men utbildningsministern är min fru - er drottning..." År 1928 sände kungaparet de första kvinnliga studenterna (före detta elever i den flickskola Soraya grundat) till vidareutbildning vid universitet i Turkiet. 
Hon grundade 1921 den första kvinnotidningen, Irshad-e Naswan, som informerade kvinnor om deras rättigheter, och den första kvinnoorganisationen, Anjuman-i Himayat-i-Niswan, som öppnade ett kontor dit kvinnor kunde få konsultation om sina rättigheter och rapportera manliga släktingar som kränkte dem. 
Den svenska författaren Aurora Nilsson, som bodde i Afghanistan 1926–1927, beskrev i sina memoarer hur hon hade blivit emottagen av drottningen och berättat för henne om västerländska sedvänjor inför dennas förestående resa till Europa. 
1927–1928 gjorde kungaparet en stor rundresa i Europa. Kungaparets reformprogram var inte uppskattat av britterna, som såg det som ett hot mot sina intressen. Britterna lät därför sprida ut bilder från drottning Sorayas Europa-resa bland konservativa muslimer och stammar i Afghanistan. Bilderna visade hur Soraya satt och åt vid samma bord som främmande män, fick handen kysst av den franska presidenten och visade sig utan slöja och i klänningar som visade armar, ben och kroppskonturer, vilket i konservativa ögon var ett brott mot hederskulturen.
Vid kungaparets återkomst från Europa fortsatte deras reformprogram. Stunden hade nu kommit att avskaffa slöjan. Kungafamiljens kvinnor hade visserligen burit västerländska kläder redan före Amanullahs trontillträde, men de hade inte visat sig så offentligt, endast bakom det kungliga palatsområdets murar. Soraya hade fram till detta år visserligen burit västerländska kläder i Afghanistan, men bar också ett långt flor som en slöja över sin moderna hatt för att åtminstone lindrigt iaktta traditionell hijab. I augusti 1928 sammankallade kungen ett Loya Yirga av landets stammar, som alla tvingades klä sig i moderna västerländska kläder som de fått av kungen. På mötet underrättade han dem om sitt fortsatta moderniseringsprogram. I detta program ingick den fortsatta befrielsen av kvinnor, och han höll ett tal där han förklarade att Islam inte krävde att kvinnor bar slöja. Han vände sig då till Soraya, varefter hon på hans uppmaning tog av sig sin slöja inför ögonen på hela församlingen, varefter alla övriga kungliga kvinnor, samt hustrurna till regerings- och hovtjänstemännen, följde hennes exempel. Avbeslöjningen orsakade chock bland konservativa, men på mötet yttrades ingen öppen protest. Amanullah fullföljde denna reform genom att reservera vissa parker och gator i Kabul för män och kvinnor som klädde sig västerländskt.

### Senare liv
Kungaparets reformeringsprogram fick stöd av Kabuls överklass, då de till stor del bestod av kretsen kring kungafamiljen, deras släktingar och hov- och ämbetsmän med familjer, då det låg i linje med de moderniseringsprogram som vid denna tid pågick i Turkiet. Men de mötte enormt motstånd bland den i övrigt konservativa befolkningen, som informerades om reformerna i huvudstaden genom händelserna på Loya Yirga, där drottningen tog av sig sin slöja, och de bilder på henne i moderna kläder som spreds av britterna. Missnöjet växte sig så stort att ett uppror bröt ut. Kungen återkallade en del av sina reformer för att dämpa oppositionen, men tvingades 1929 lämna landet och därefter abdikera. Soraya följde honom i exil. De levde sedan i exil i Italien.